# Praktijk Ervaring
Praktijk Ervaring is de eerste solo mixtape/cd van Lange Frans (bekend van Lange Frans & Baas B).

## Albumoverzicht
| #  | Titel                                  | Lengte | Guest Performer(s)                       |
| -- | -------------------------------------- | ------ | ---------------------------------------- |
| 1  | Kanonkop Freestyle                     | 3:14   | Brutus                                   |
| 2  | Mokum                                  | 3:09   | Zwarte Sjaak                             |
| 3  | Motten                                 | 3:48   | Willie Wartaal                           |
| 4  | NL                                     | 5:16   | Extince, Winne, Kempi, Nina & Jiggy Djé) |
| 5  | Nachtwerk                              | 2:35   | Jobba                                    |
| 6  | Stem Van De Straat                     | 3:42   |                                          |
| 7  | Dromen                                 | 3:59   | Mark Dakriet                             |
| 8  | De Deal                                | 1:59   |                                          |
| 9  | Marihuana                              | 3:17   | Killa Pzi & MC Sranang                   |
| 10 | Laat Mij Maar Gaan                     | 4:11   | Robert Leroy                             |
| 11 | Tof Doen                               | 2:15   | Zwarte Sjaak                             |
| 12 | Bitches Ho's                           | 2:34   | Zwarte Sjaak                             |
| 13 | Gek Doen                               | 3:05   | DJ MBA                                   |
| 14 | Cross That Line                        | 4:47   | Akon & Rick Ross                         |
| 15 | Zwaard van Damocles                    | 4:20   | Sef Thissen                              |
| 16 | Bitches Ho's Remix                     | 4:47   | Zwarte Sjaak & Gibelo                    |
| 17 | Amsterdammers Steek Je Middelvinger Op | 2:15   | Zwarte Sjaak                             |